# الحامولي
قرية الحامولى هي إحدى القرى التابعة لمركز يوسف الصديق في محافظة الفيوم في جمهورية مصر العربية. حسب إحصاءات سنة 2006، بلغ إجمالي السكان في الحامولى 15306 نسمة، منهم 7918 رجل و7388 امرأة.